# Йога-нідра

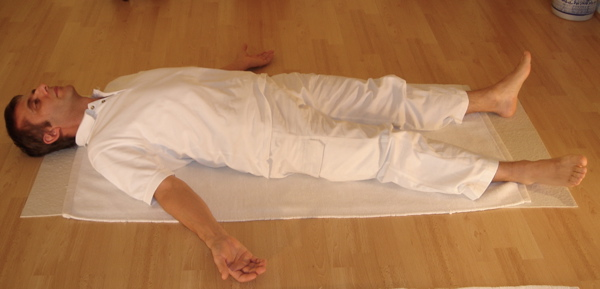
Шавасана — звичайна поза для практики йоги-нідри

Йога-нідра (санскр. योग निद्रा) або йогічний сон — стан свідомості між неспанням і сном, що викликаний керованою медитацією.
Стан під назвою йога-нідра згадується в Упанішадах і Магабгараті, тоді як богиня на ім'я Йоганідра з'являється в Деві Махатміямі. Йога-нідра пов'язана з медитацією в шайві та буддійських тантрах, тоді як деякі середньовічні тексти хатха-йоги використовують «йоганідру» як синонім глибокого медитативного стану самадхі. .
Сучасна форма техніки, започаткована Деннісом Боєсом у 1973 році, популяризована Сатьянандою Сарасваті у 1976 році, а потім Свамі Рамою, Річардом Міллером та іншими, і поширилася по всьому світу. Вона використовується армією США, щоб допомогти солдатам відновитися після посттравматичного стресового розладу . Є обмежені наукові докази того, що ця техніка допомагає зняти стрес.

## Історичне використання

### Давні часи

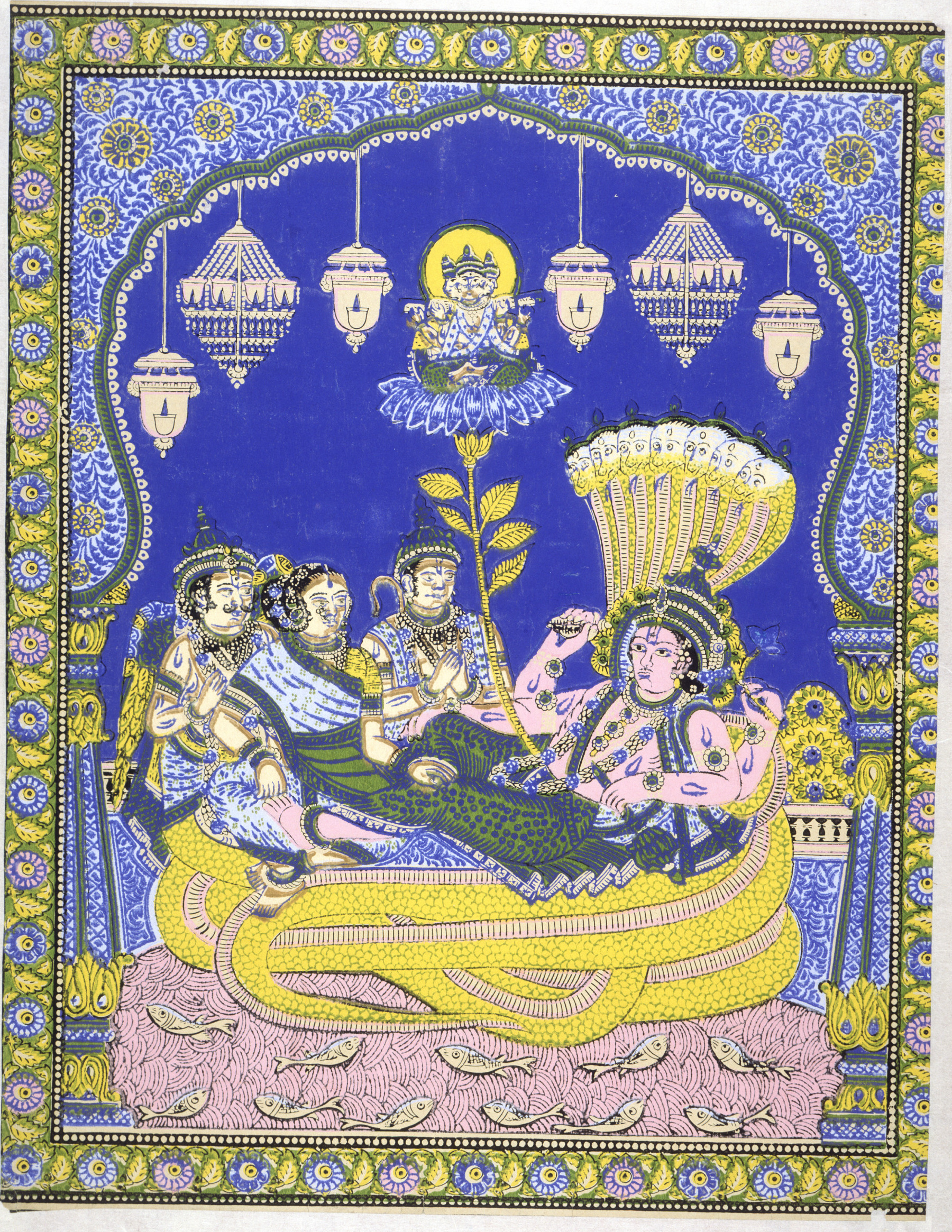
Вішну, що спить на вічних водах, 19 століття

Індуїстський епос «Махабхарата», завершений у 3 столітті нашої ери, згадує стан під назвою «йоганідра» та пов'язує його з Вішну:
[Океан] стає ложем Вішну з пупком лотоса, коли наприкінці кожної Юги це божество безмірної сили насолоджується йога-нідрою, глибоким сном під чарами духовної медитації.— Махабхарата, книга 1, розділ XXI
У Деві Махатміямі, написаній приблизно в 6 столітті нашої ери, згадується богиня, ім'я якої Йоганідра. Бог Брахма просить Йоганідру розбудити Вішну, щоб він пішов битися з асурами Мадху та Кайтабха. Ці ранні згадки не визначають жодної техніки чи практики йоги, але описують трансцендентний сон бога Вішну між югами, циклами всесвіту, і проявом богині як самого сну.

### Середньовічні практики
Йоганідра вперше пов'язана з медитацією в шайві та буддійських тантрах. У тексті шиваїв Ciñcinīmatasārasamuccaya (7.164) йоганідра названа «миром, який неможливо висловити»; у тантрі Махамая (2.19ab) це названо як стан, у якому вдосконалені Будди можуть отримати доступ до таємного знання. В 11-12 столітті слово «йоганідра» вперше вживається в текстах хатха-йоги та раджа-йоги як синонім самадхі, глибокого стану медитативної свідомості, коли йог більше не думає, не рухається та не дихає. Аманаска (2.64) стверджує, що «подібно до того, як хтось, хто раптово прокинувся від сну, починає усвідомлювати об'єкти чуття, так йогін прокидається від цього [світу об'єктів чуття] наприкінці свого йогічного сну».
Рукопис 14-го століття Йогатаравалі (24–26) дає детальний опис, стверджуючи, що йоганідра «усуває всі думки про світ множинності» у просунутого йога, який повністю викорінив свою «мережу карми». Потім він входить у «четвертий стан», а саме турію або самадхі, поза звичайними станами неспання, сновидінь і глибокого сну, «той особливий бездумний сон, який складається з [тільки] свідомості». Хатха-йога-прадипіка 15-го століття йде далі, стверджуючи (4.49), що «треба практикувати Кечарі-Мудру, доки людина не засне в йозі. Для того, хто досяг Йоганідри, смерть ніколи не наступає». Кхечарі-мудра — це практика хатха-йоги, коли язик загинається назад так, щоб він досягав носової порожнини, де йог може досягти самадхі. У 17 столітті Хатха Ратнавалі (3.70) вперше описано Йоганідрасану. Це асана або поза йоги, де ноги обернуті навколо шиї ззаду. У тексті сказано, що йог повинен спати в такій позі, яка «дарує блаженство». Ці тексти розглядають йоганідру як стан, а не як практику саму по собі.

## Сучасне використання

### Західний «релаксаціонізм»
Дослідник йоги Марк Сінглтон стверджує, що хоча релаксація є основною рисою сучасної західної йоги, її техніки релаксації «не мають прецедентів у досучасній традиції йоги», а походять переважно від західної «пропріоцептивної релаксації» 19-го та 20-го століть. Цей прескриптивний підхід був описаний такими авторами, як «релаксаторка» Енні Пейсон Колл у своїй книзі 1891 року Power through Repose та чиказький психіатр Едмунд Джекобсон, творець прогресивної м'язової релаксації та біологічного зворотного зв'язку, у своїй книзі 1934 року You Must Relax!.